# Tipula divisotergata
Tipula divisotergata är en tvåvingeart som beskrevs av Alexander 1932. Tipula divisotergata ingår i släktet Tipula och familjen storharkrankar. Inga underarter finns listade i Catalogue of Life.